# Olman Vargas
Olman Vargas López (ur. 15 kwietnia 1985 w San José) – kostarykański piłkarz występujący najczęściej na pozycji napastnika, obecnie zawodnik amerykańskiego Columbus Crew.

## Kariera klubowa
Vargas jest wychowankiem drugoligowej drużyny AD Ramonense, skąd w wieku 22 lat przeszedł do występującego w kostarykańskiej Primera División zespołu AD Carmelita. Zaraz po debiucie w najwyższej klasie rozgrywkowej wywalczył sobie miejsce w pierwszym składzie i został czołowym strzelcem ekipy. Po dwóch latach spędzonych w Carmelicie przeniósł się do jednego z najbardziej utytułowanych klubów w kraju – stołecznego Deportivo Saprissa. Tam nie zawsze występował jednak w wyjściowej jedenastce i był wypożyczany na sześć miesięcy do Brujas FC i na półtora roku do CS Herediano, z którym w sezonach Apertura 2010 i Apertura 2011 wywalczył wicemistrzostwo Kostaryki.
W styczniu 2012 Vargas został zawodnikiem amerykańskiego Columbus Crew. W Major League Soccer zadebiutował 11 marca w przegranym 0:2 spotkaniu z Colorado Rapids, natomiast premierowego gola strzelił 24 marca w wygranej 2:0 konfrontacji z Montreal Impact.
| Sezon     | Klub               | Kraj              | Rozgrywki        | Mecze | Bramki |
| --------- | ------------------ | ----------------- | ---------------- | ----- | ------ |
| 2007/2008 | AD Carmelita       | Kostaryka         | Primera División | 23    | 6      |
| 2008/2009 | AD Carmelita       | Kostaryka         | Primera División | 28    | 8      |
| 2009/2010 | Deportivo Saprissa | Kostaryka         | Primera División | 11    | 1      |
| 2009/2010 | Brujas FC          | Kostaryka         | Primera División | 12    | 1      |
| 2010/2011 | CS Herediano       | Kostaryka         | Primera División | 27    | 10     |
| 2011/2012 | CS Herediano       | Kostaryka         | Primera División | 17    | 7      |
| 2012      | Columbus Crew      | Stany Zjednoczone | MLS              |       |        |

## Kariera reprezentacyjna
W seniorskiej reprezentacji Kostaryki Vargas zadebiutował za kadencji selekcjonera Jorge Luisa Pinto – 11 kwietnia 2012 w zremisowanym 1:1 meczu towarzyskim z Hondurasem. W tym samym spotkaniu zdobył także pierwszą bramkę w kadrze narodowej.